# Beata Barciś
Beata Dorota Barciś (z domu Baran, ur. 8 sierpnia 1962 w Warszawie) – polska montażystka filmowa i telewizyjna, specjalizująca się w filmach dokumentalnych i spektaklach Teatru Telewizji. Trzykrotna laureatka nagrody za najlepszy montaż spektaklu telewizyjnego na Festiwalu Dwa Teatry. Absolwentka Państwowej Wyższej Szkoły Filmowej, Telewizyjnej i Teatralnej w Łodzi na kierunku montaż filmowy (1987). 

## Nagrody
Barciś otrzymała nagrodę za najlepszy montaż na Festiwalu Dwa Teatry w następujących latach:
- 2012: za spektakle Next-Ex, Najweselszy człowiek i Rzecz o banalności miłości
- 2016: za spektakl Ich czworo
- 2017: za spektakl Posprzątane[1]

## Życie prywatne
Jest żoną aktora Artura Barcisia, z którym ma syna Franciszka.